# Норебьё, Гуннар
Гу́ннар Но́ребьё (норв. Gunnar Norebø; 28 января 1976 года, Эустрхейм, Норвегия) — норвежский футболист, игравший на позиции полузащитника. Ныне тренер.
Родился в Эустрхейме в 1976 году. В юности занимался футболом в нидерландском клубе «Аякс» и считался перспективным футболистом. В 1993 году начал свою профессиональную карьеру в норвежском «Бранне», за которого выступал до 1998 года. В 1998 году играл в качестве аренды за другой норвежский клуб «ВПС». В 199 году короткое время являлся членом греческого клуба «Ионикос». В 1999—2004 годах играл в ещё одном норвежском клубе «Осане». Между тем, получил образование в Норвежском институте спорта. В августе 2004 года был отправлен со стороны организации «Норвежская народная помощь» в Эритрею для развития спорта, и в частности футбола в этой африканской стране. В Эритрее Гуннар стал членом местного футбольного клуба «Тесфа», который выступал в эритрейской Премьер-лиге. Таким образом, норвежский футболист стал одним из немногих легионеров (особенно европейских), которые когда-либо играли за эритрейские клубы. В этой команде он помогал и тренировал игроков, одновременно играя с ними в футбол. Через год он вернулся в Норвегию и присоединился в «Осане». В 2006 году перешёл в другой норвежский клуб «Лёренскуг» и завершил профессиональную карьеру в этом клубе в 2009 году. Одновременно, в 2006—2008 годах являлся играющим тренером в этом клубе. Ныне осуществляет тренерскую деятельность.